# Aiguamolls de Salburua

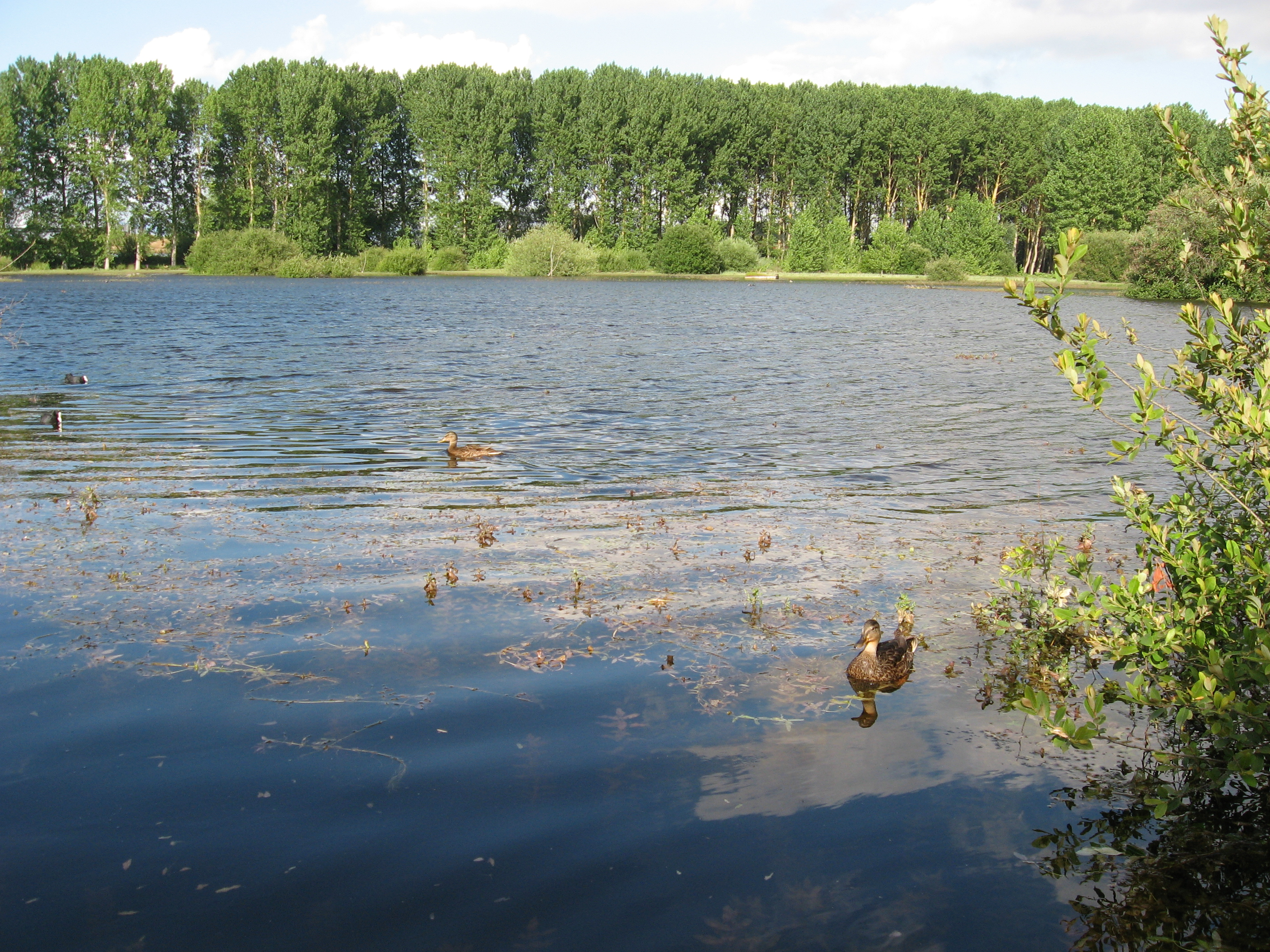
Aiguamolls de Salburua.

Els aiguamolls de Salburua es troben al costat del barri del mateix nom a Vitòria. Es tracta d'una zona d'aiguamolls amb una superfície de 206 hectàrees amb dues llacunes principals: Betoño i Arkaute que es pot considerar com el més important dels plans alabesos i un dels més importants d'Europa, integrat en la xarxa Natura 2000 com a com a Zona d'especial protecció per a les aus (ZEPA) i Zona d'Especial Conservació (ZEC) sent un bon exemple del sistema de descàrrega d'aqüífers en la conca de l'Ebre.
El seu origen es troba en sorgir un aqüífer del quaternari. No obstant això, a mitjans del segle XX es va realitzar una labor de dessecació que gairebé les va fer desaparèixer; fins a la dècada de 1990 no es van poder regenerar. Al juliol de 2002 s'inclou com a lloc Ramsar, en ser un aiguamoll d'importància internacional per a la conservació de les espècies aquàtiques. La llacuna d'Arkaute serveix a més com a instrument de protecció contra les inundacions a Vitòria en actuar com a llacuna de laminatge.
Entre els seus valors ecològics es pot assenyalar la importància de la seva flora, amb una massa de Carex riparia molt ben conservada i una altra flora aquàtica. Entre els invertebrats destaca l'existència de coleòpters Carabidae en diferents espècies amb almenys dues de tipus endèmic. Entre els petits vertebrats cal destacar la Mustela lutreola que està molt amenaçada. També existeix una gran varietat d'amfibis. En l'actualitat el major perill per a aquestes espècies és la incorporació per part de particulars d'espècies impròpies d'aquest hàbitat i que poden destruir les espècies autòctones.